# Scoey Mitchell
Roscoe M. „Scoey“ Mitchell Jr. (* 12. März 1930 in Newburgh, New York; † 19. März 2022 in Torrance, Kalifornien) war ein US-amerikanischer Schauspieler, Autor, Produzent und Fernsehregisseur. Bekannt wurde er als Hauptdarsteller der kurzlebigen Fernsehserie Barefoot in the Park, mit einer wiederkehrenden Rolle in Rhoda (als Justin Culp) sowie als Schöpfer der Fernsehserien Me and Mrs. C und 13 East.

## Leben
Mitchell war der Sohn eines Pfarrers und Gemeindeaktivisten und hatte zwei Geschwister, Mary Warren und Billy Mitchell, ein Jazz-Pianist. Sie wuchsen in Buffalo auf. In seiner Jugend spielte Mitchell erfolgreich Baseball und Fußball und startete später eine Karriere im Profi-Baseball.
Er wurde laut einigen Quellen als Roscoe Mitchlll Jr. geboren. Der Familienname enthielt drei „L“ und kein „E“ – wahrscheinlich zurückzuführen auf eine Fehlschreibung in der Vergangenheit. So entschied er sich für die bereinigte Variante seines Nachnamens mit dem Buchstaben E. Zusätzlich wählte er die Kurzform seines Vornamens Roscoe, Scoey, und verwendete fortan Scoey Mitchell als Künstlername.
Mitchell starb im Alter von 92 Jahren an Nierenversagen und wurde von seinen Geschwistern und seiner Ehefrau Claire T. Thomas überlebt, mit der er seit dem 7. April 1973, bis zu seinem Tod, verheiratet war. Seine Asche wurde seiner Frau übergeben.

## Karriere
1964 begann Mitchell mit der Stand-up-Comedy und beendete seine professionelle Baseball-Karriere. So war er 1964 in Carnival zu sehen.
Ab 1967 war er als Comedian und Schauspieler zunehmend vor der Kamera zu sehen, so in The Smothers Brothers Comedy Hour und 1969 in What’s It All About, World?. Es folgten Gastauftritte in Fernsehserien wie The Mothers-in-Law, Here Come the Brides, That Girl, Männerwirtschaft, Der Sechs-Millionen-Dollar-Mann und Baretta. Mitchell spielte auch in mehreren Fernsehfilmen mit, darunter Voyage of the Yes, Cops und Cindy.
Ab Ende der 1960er bis Mitte der 1980er Jahre war Mitchell regelmäßig Teilnehmer in Spiel- und Panelshows. So war er 1968 in Hollywood Squares zu sehen, 1968 und 1969 Gast in der Joey Bishop Show, von 1974 bis 1979 Teilnehmer in Match Game, 1988 in Super Password und von 1974 bis 1978 sowie von 1982 bis 1984 Teilnehmer in Tattletales.
Im September 1970 übernahm er an der Seite von Tracy Reed die Hauptrolle, Paul Bratter, in der Fernsehserie Barefoot in the Park von ABC. Die Serie basierte lose auf dem gleichnamigen Broadway-Bühnenstück von Neil Simon und dessen Verfilmung aus dem Jahr 1967 – mit Robert Redford und Jane Fonda in den Hauptrollen.
Die Darsteller der Serie waren überwiegend schwarz, was die Serie zur ersten afroamerikanischen Sitcom seit Amos ’n’ Andy machte; Vito Scotti war die einzige weiße Nebenfigur. Der Sender platzierte sie hinter dem Sendeplatz von Verliebt in eine Hexe, da diese Serie aber bereits rückläufige Einschaltquoten hatte, konnte auch Barefoot in the Park keine nennenswerte Reichweite entwickeln und wurde im selben Jahr wieder abgesetzt. Hinzu kamen Streitigkeiten hinter den Kulissen, die zur Entlassung Mitchells aufgrund von „Meinungsverschiedenheiten“ mit den Produzenten führten; anstatt ihn zu ersetzen, entschied sich ABC im Dezember 1970 für die Absetzung des Formats.
Mitchell arbeitete auch hinter der Kamera. So war er Autor der eigenen The Scoey Mitchell Show im Jahr 1972, schrieb für Just a Little More Love im Jahr 1983 sowie für Handsome Harry’s. In den 1980er Jahren trat er auch als Produzent der folgenden Fernsehfilme in Erscheinung: Grambling’s White Tiger im Jahr 1981, Gus Brown and Midnight Brewster im Jahr 1985 und Miracle at Beekman’s Place im Jahr 1988. Mit dem Film Me & Mrs. C. aus dem Jahr 1984 sowie einzelnen Folgen der Fernsehserie 13 East in den Jahren 1989 bis 1990 wandte er sich auch der Regie zu.
In der ersten Staffel von Taxi hatte er 1978 einen Gastauftritt, in der sein Name im Abspann fälschlicherweise als „Scoey Mitchell“ geschrieben wurde (ein „l“ ersetzte erneut den Buchstaben „e“). 1986 spielte Mitchell in Jo Jo Dancer – Dein Leben ruft, einem halb-autobiografischen Film über Richard Pryor, dessen Vater.
2017 kehrte Mitchell nach einer fast dreißigjährigen Pause einmalig vor die Kamera zurück mit einer Rolle in dem Kurzfilm A Kindred Soul.
Im deutschen Sprachraum wurde Mitchell unter anderem von Christian Brückner, Michael Chevalier, Walter von Hauff, Engelbert von Nordhausen, Heinz Petruo und Manfred Reddemann synchronisiert.

## Filmografie (Auswahl)

### Schauspieler
- 1964: Carnival
- 1969: What’s It All About, World? (Fernsehserie)[10]
- 1969: The Mothers-In-Law (Fernsehserie)
- 1969: Here Come the Brides (Fernsehserie)
- 1969: Süß, aber ein bißchen verrückt (That Girl, Fernsehserie)
- 1970: Barfuß im Park (Fernsehserie; Barefoot in the Park)
- 1970: Männerwirtschaft (The Odd Couple, Fernsehserie)
- 1973: Voyage of the Yes (Fernsehfilm)
- 1973: Cops (Miniserie)
- 1974: Der Sechs-Millionen-Dollar-Mann (The Six Million Dollar Man, Fernsehserie)
- 1974–1976: Rhoda (Fernsehserie)
- 1975: Joe Forrester (Fernsehserie)
- 1975: Police Story – Immer im Einsatz (Fernsehserie)
- 1976: Doc (Fernsehserie)
- 1977–1978: Baretta (Fernsehserie)
- 1978: Cinderella in Harlem (Fernsehfilm)
- 1978: Taxi (Fernsehserie)
- 1979: Lou Grant (Fernsehserie)
- 1979: Stockard Channing in Just Friends (Fernsehserie)
- 1979: A New Kind of Family (Fernsehserie)
- 1981: Fog (Fernsehfilm)
- 1985: Gus Brown and Midnight Brewster (Fernsehfilm)
- 1985: Handsome Harry’s (Fernsehfilm)
- 1986: Jo Jo Dancer – Dein Leben ruft (Jo Jo Dancer, Your Life Is Calling)
- 1986: Me & Mrs. C. (Fernsehserie)
- 1988: Miracle at Beekman’s Place (Fernsehfilm)
- 2017: A Kindred Soul (Kurzfilm)

### Regisseur
- 1984: Me & Mrs. C. (Fernsehfilm)
- 1987: Me & Mrs. C. (Fernsehserie)
- 1989–1990: 13 East (Fernsehserie)

### Produzent
- 1981: Der Kampf der weißen Tiger (Fernsehfilm)
- 1983: Just a Little More Love (Fernsehfilm)
- 1984: Me & Mrs. C. (Fernsehfilm)
- 1985: Gus Brown and Midnight Brewster (Fernsehfilm)
- 1985: Handsome Harry’s (Fernsehfilm)
- 1986: Me & Mrs. C. (Fernsehserie)
- 1988: A Whole Lotta Fun (Fernsehfilm)
- 1988: Miracle at Beekman’s Place (Fernsehfilm)
- 1989: 13 East (Fernsehserie)

### Drehbuchautor
- 1972: The Scoey Mitchlll Show
- 1983: Just a Little More Love (Fernsehfilm)
- 1984: Me & Mrs. C. (Fernsehfilm)
- 1985: Gus Brown and Midnight Brewster (Fernsehfilm)
- 1985: Handsome Harry’s (Fernsehfilm)
- 1986: Me & Mrs. C. (Fernsehserie)
- 1988: A Whole Lotta Fun (Fernsehfilm)
- 1988: Miracle at Beekman’s Place (Fernsehfilm)